# Wybory do Parlamentu Europejskiego w Niemczech w 2009 roku
Wybory do Parlamentu Europejskiego w Niemczech odbyły się 7 czerwca 2009 roku. Niemcy wybrali 99 europarlamentarzystów, co odzwierciedlają przepisy Traktatu Nicejskiego. W przypadku, gdyby doszło do wejścia w życie Traktatu Lizbońskiego, Niemcom przypadłoby 96 mandatów.

## Wyniki
|                            | 2009       | 2009          | 2004       | 2004          | Różnica 2009 / 2004 | Różnica 2009 / 2004 |
| Liczba głosów              | %          | Liczba głosów | %          | Liczba głosów | %                   |                     |
| -------------------------- | ---------- | ------------- | ---------- | ------------- | ------------------- | ------------------- |
| Uprawnionych do głosowania | 62.202.941 | 100,0         | 61.682.394 | 100,0         | + 520.547           | + 1,0               |
| Frekwencja wyborcza        | 26.924.834 | 43,3          | 26.523.104 | 43,0          | + 401.730           | + 0,3               |
| Głosów nieważnych          | 596.683    | 2,2           | 739.426    | 2,8           | – 142.743           | – 0,6               |
| Głosów ważnych             | 26.328.152 | 97,8          | 25.783.678 | 97,2          | + 544.474           | + 0,6               |

| Partia / Organizacja                               | Frakcje w PE | Wybory 2009   | Wybory 2009 | Liczba miejsc 2009 | Wybory 2004   | Wybory 2004 | Liczba miejsc 2004 | Różnica 2009 / 2004 | Różnica 2009 / 2004 | Różnica 2009 / 2004 |
| Partia / Organizacja                               | Frakcje w PE | Liczba głosów | %           | Liczba miejsc 2009 | Liczba głosów | %           | Liczba miejsc 2004 | Liczba głosów       | %                   | Liczba miejsc       |
| -------------------------------------------------- | ------------ | ------------- | ----------- | ------------------ | ------------- | ----------- | ------------------ | ------------------- | ------------------- | ------------------- |
| CDU                                                | EPL-ED       | 8.069.983     | 30,7        | 34                 | 9.412.997     | 36,5        | 40                 | – 1.343.014         | – 5,9               | – 6                 |
| SPD                                                | PES          | 5.471.703     | 20,8        | 23                 | 5.547.971     | 21,5        | 23                 | – 76.268            | – 0,7               | +/− 0               |
| ZIELONI                                            | Zieloni/WSE  | 3.193.821     | 12,1        | 14                 | 3.079.728     | 11,9        | 13                 | + 118.093           | + 0,2               | + 1                 |
| FDP                                                | ALDE         | 2.887.331     | 11,0        | 12                 | 1.565.431     | 6,1         | 7                  | + 1.321.900         | + 4,9               | + 5                 |
| DIE LINKE                                          | ZLE/NZL      | 1.968.325     | 7,5         | 8                  | 1.579.109     | 6,1         | 7                  | + 389.216           | + 1,4               | + 1                 |
| CSU                                                | EPL-ED       | 1.896.777     | 7,2         | 8                  | 2.063.900     | 8,0         | 9                  | – 167.123           | – 0,8               | – 1                 |
| FW FREIE WÄHLER                                    |              | 441.726       | 1,7         |                    | –             | –           |                    | + 441.726           | + 1,7               |                     |
| Republikanie                                       |              | 347.897       | 1,3         |                    | 485.662       | 1,9         |                    | – 137.765           | – 0,6               |                     |
| Partia Ochrony Zwierząt                            |              | 289.572       | 1,1         |                    | 331.388       | 1,3         |                    | – 41.816            | – 0,2               |                     |
| Familien-Partei Deutschlands                       |              | 252.149       | 1,0         |                    | 268.468       | 1,0         |                    | – 16.319            | +/− 0               |                     |
| Partia Piracka                                     |              | 229.117       | 0,9         |                    | –             | –           |                    | + 229.117           | + 0,9               |                     |
| Rentner-Partei-Deutschland                         |              | 212.113       | 0,8         |                    | –             | –           |                    | + 212.113           | + 0,8               |                     |
| Ökologisch-Demokratische Partei                    |              | 134.853       | 0,5         |                    | 145.537       | 0,6         |                    | – 10.684            | – 0,1               |                     |
| Niemiecka Unia Ludowa                              |              | 111.631       | 0,4         |                    | –             | –           |                    | + 111.631           | + 0,4               |                     |
| Rentnerinnen- und Rentner-Partei                   |              | 102.319       | 0,4         |                    | –             | –           |                    | + 102.319           | + 0,4               |                     |
| Feministische Partei Die Frauen                    |              | 86.754        | 0,3         |                    | 145.312       | 0,6         |                    | – 58.558            | – 0,3               |                     |
| Partei Bibeltreuer Christen                        |              | 80.789        | 0,3         |                    | 98.651        | 0,4         |                    | – 17.862            | – 0,1               |                     |
| Ab jetzt…Bündnis für Deutschland                   |              | 69.669        | 0,3         |                    | 135.015       | 0,5         |                    | – 65.346            | – 0,2               |                     |
| 50Plus                                             |              | 68.579        | 0,3         |                    | –             | –           |                    | + 68.579            | + 0,3               |                     |
| Die Grauen – Generationspartei                     |              | 57.817        | 0,2         |                    | –             | –           |                    | + 57.817            | + 0,2               |                     |
| Bayernpartei                                       |              | 55.846        | 0,2         |                    | 35.152        | 0,1         |                    | + 20.694            | + 0,1               |                     |
| Die Violetten – für spirituelle Politik            |              | 46.307        | 0,2         |                    | –             | –           |                    | + 46.307            | + 0,2               |                     |
| Für Volksentscheide                                |              | 40.250        | 0,2         |                    | –             | –           |                    | + 40.250            | + 0,2               |                     |
| Christliche Mitte                                  |              | 39.886        | 0,2         |                    | 46.037        | 0,2         |                    | 6.151               | +/− 0               |                     |
| AUF – Partei für Arbeit, Umwelt und Familie        |              | 37.834        | 0,1         |                    | –             | –           |                    | + 37.834            | + 0,1               |                     |
| Aufbruch für Bürgerrechte, Freiheit und Gesundheit |              | 31.085        | 0,1         |                    | 43.128        | 0,2         |                    | – 12.043            | – 0,1               |                     |
| Freie Bürger-Initiative                            |              | 30.913        | 0,1         |                    | –             | –           |                    | + 30.913            | + 0,1               |                     |
| Partia Komunistyczna                               |              | 25.587        | 0,1         |                    | 37.160        | 0,1         |                    | – 11.573            | +/− 0               |                     |
| Newropeans                                         |              | 15.060        | 0,1         |                    | –             | –           |                    | + 15.060            | + 0,1               |                     |
| Europa Demokracja Esperanto                        |              | 11.859        | 0,0         |                    | –             | –           |                    | + 11.859            | +/− 0               |                     |
| Bürgerrechtsbewegung Solidarität                   |              | 10.926        | 0,0         |                    | 21.983        | 0,1         |                    | – 11.057            | – 0,1               |                     |
| PSG                                                |              | 9.673         | 0,0         |                    | 25.795        | 0,1         |                    | – 16.122            | – 0,1               |                     |
| Głosy oddane na inne partie                        |              | –             | –           |                    | 715.254       | 2,8         |                    | – 715.254           | – 2,8               |                     |

CDU/CSU vote
SPD vote
Green vote
FDP vote
Linke vote
REP vote
Familien-Partei vote
DVP vote